# Паутинник двукольцовый
Паути́нник двукольцо́вый, или двупокро́вный (лат. Cortinarius bivelus) — вид грибов, входящий в род Паутинник (Cortinarius) семейства Паутинниковые (Cortinariaceae).

## Описание
Пластинчатый шляпконожечный гриб с паутинистым покрывалом. Шляпка взрослых грибов достигает 3—9 см в диаметре, у молодых грибов полушаровидная, затем выпуклая и плоско-выпуклая, немного гигрофанная. Поверхность красновато-бурая, по краю с паутинистым беловатым налётом, при подсыхании — кофейно-буроватая. Пластинки гименофора приросшие зубцом к ножке, сравнительно редкие, у молодых грибов коричневатые, при созревании спор ржаво-коричневые.
Кортина белая, сильно развитая.
Мякоть буроватая, без особого вкуса и запаха.
Ножка достигает 3—8 см в длину и 1—3 см в толщину, с булавовидным основанием, у молодых грибов покрытая белым «чехлом», затем — с заметным пояском, густо покрытая остатками покрывал, беловато-бурого цвета.
Споровый отпечаток ржаво-коричневого цвета. Споры 7—9×4—5,5 мкм, эллиптические, с почти гладкой поверхностью.
Пищевого значения не имеет, считается несъедобным грибом.

### Сходные виды
Паутинник двукольцовый входит в группу трудно отличимых видов подрода Telamonia. Некоторые из них:
- Cortinarius laniger Fr., 1838 — Паутинник шерстеносный произрастает только в хвойных лесах, отличается более яркой окраской, более шерстистой шляпкой и более крупными спорами.
- Cortinarius bulbosus (Sowerby) Gray, 1821 — Паутинник луковицеобразный отличается более тёмной окраской и более широкими спорами.

## Экология и ареал
Широко распространён по голарктической зоне Евразии и Северной Америки. Произрастает в лиственных и смешанных лесах, образует микоризу с берёзой.

## Синонимы
- Agaricus bivelus Fr., 1818basionym
- Hydrocybe bivela (Fr.) M.M.Moser, 1953
- Telamonia bivela (Fr.) Wünsche, 1877